# 愛德華·摩斯
爱德华·莫斯（Eddie Moss，1977年7月11日—），美国演员、舞蹈家、喜剧演员和迈克尔·杰克逊的模仿者，他曾在电视節目和电影中扮演杰克逊。 1990年代初，他曾是麦当劳的一名员工，当时他的同事告诉他，他很像當時的流行歌手迈克尔·杰克逊，後來莫斯就以模仿迈克尔·杰克逊為業。